# Свиргун, Сергей Николаевич
Сергей Николаевич Свиргун (19 сентября 1970) — советский и украинский футболист, полузащитник.

## Игровая карьера
В футбол начинал играть в 1991 году в любительских командах Николаевской области «Нива» (Нечаянное) и «Олимпия ФК АЭС» (Южноукраинск). В 1992 году перешёл в главную команду области «Эвис», в котором 6 июня 1992 года провёл свой единственный матч в высшей лиге чемпионата Украины («Черноморец», 1:2). Карьера в Николаеве у Сергея не задалась, и футболист вернулся в любительскую «Олимпию».
С 1993 по 1997 годы Свиргун выступал в командах «Динамо» (Якутск), СК Одесса, «Металлург» (Красноярск), СК «Первомайск» и «СКА-Лотто».
В 1998 году продолжил карьеру в овидиопольском «Днестре», с которым прошёл путь от чемпионатата области до чемпионата Украины среди команд второй лиги. Становился победителем любительского чемпионата Украины (1999). Вошёл в историю команды как игрок, который провёл наибольшее количество игр за «Днестр» в любительских чемпионатах (44).
Завершил карьеру в 2006 году в любительском клубе «Реал Фарм».